# Apogonalia germana
Apogonalia germana är en insektsart som beskrevs av Fowler 1899. Apogonalia germana ingår i släktet Apogonalia och familjen dvärgstritar. Inga underarter finns listade i Catalogue of Life.